# 36 Ursae Majoris
36 Ursae Majoris, som är stjärnans Flamsteed-beteckning, är en dubbelstjärna belägen i den mellersta delen av stjärnbilden Stora björnen. Den har en skenbar magnitud på ca 4,82 och är svagt synlig för blotta ögat där ljusföroreningar ej förekommer. Baserat på parallaxmätning inom Hipparcosuppdraget på ca 78,3 mas, beräknas den befinna sig på ett avstånd på ca 42 ljusår (ca 13 parsek) från solen. Den rör sig bort från solen med en heliocentrisk radialhastighet av ca 8,5 km/s.

## Egenskaper
Primärstjärnan 36 Ursae Majoris är en gul till vit stjärna i huvudserien av spektralklass F8 V, som anger att den genererar energi genom termonukleär fusion av väte i dess kärna. Energin strålas ut i rymden från dess yttre hölje vid en effektiv temperatur på 6 126 K. Den har en massa som är ca 1,1 solmassor, en radie som är ca 1,1 solradier och utsänder ca 1,6 gånger mera energi än solen från dess fotosfär.
36 Ursae Majoris är en solliknande stjärna, vilket betyder att den har fysikaliska egenskaper som liknar solens. Den har en följeslagare av magnitud 8,86 med gemensam egenrörelse, med ungefär hälften av primärstjärnans massa och med en vinkelseparation av 122,5 bågsekunder vid en positionsvinkel på 303°, år 2012. En andra följeslagare av magnitud 11,44 ligger en vinkelseparation av 240,6 bågsekunder vid en positionsvinkel på 292°, år 2004.